# Карл фон Баум
Карл-Август фон Баум (на немски: Carl-August Freiherr von Baum) е австрийски и австро-унгарски аристократ (барон) и дипломат, служил на Балканите и в Близкия изток в средата на XIX век.

## Дипломатическа кариера
Започва дипломатическата си кариера през 1842 година в свободния град Краков. След това заема дипломатически постове в Османската империя – в Бейрут, столицата Цариград (Константинопол) и Трапезунд. От 26 октомври 1852 до 6 февруари 1859 година е генерален консул в Трапезунд. От началото на 1859 година е генерален консул на Австрийската империя в Солун.
Оглавява консулството в Смирна на Австрийската империя (до 1867 г.), после на Австро-Унгария (от 1867 г.) като генерален консул от 4 май 1864 до 26 юли 1871 година.